# Snowden
Snowden és una pel·lícula germano-franco-estatunidenca dirigida per Oliver Stone, estrenada l'any 2016.
Tracta de les revelacions fetes per Edward Snowden sobre la recollida il·legal d'informacions per la NSA sota pretext de lluita antiterrorista.

## Argument
El juny de 2013, Edward Snowden, antic empleat a la CIA i de la NSA, divulga informacions classificades en relació amb els sistemes d'escolta de la segona agència. Amagat a un hotel de Hong Kong, explica llavors el seu recorregut a la directora Laura Poitras i al periodista i bloguer Glenn Greenwald.

## Repartiment
- Joseph Gordon-Levitt: Edward Snowden
- Shailene Woodley: Lindsay Mills
- Melissa Leo: Laura Poitras
- Zachary Quinto: Glenn Greenwald
- Nicolas Cage: Hank Forrester
- Tom Wilkinson: Ewen MacAskill
- Rhys Ifans: Corbin O'Brian
- Scott Eastwood: Trevor James
- Timothy Olyphant: Matt Kovar
- Joely Richardson: Janine Gibson
- Ben Schnetzer: Gabriel Sòl
- Keith Stanfield: Patrick Haynes
- Logan Marshall-Green: Catfish
- Edward Snowden: el mateix (cameo)

## Producció

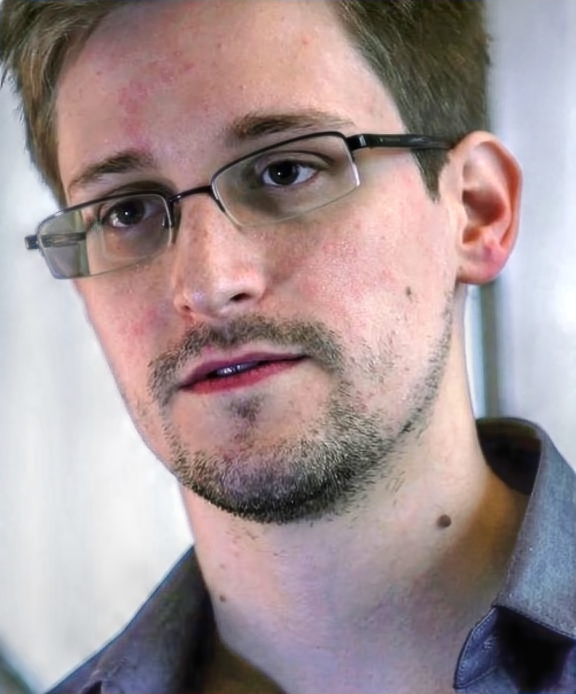
Edward Snowden en el moment de la seva entrevista per Glenn Greenwald i Laura Poitras, el 6 de juny de 2013 a Hong Kong.

### Gènesi i desenvolupament
Aquest projecte ha tornat les ganes a Oliver Stone de tornar a un cinema polític i compromès, ja que no hi havia aconseguit concretar un projecte de film biogràfic sobre Martin Luther King: « Estava verdaderament esgotat i m'havia dit: mai més. No faré més aquest gènere de films. No m'acostaré mai més a aquests idealistes, aquests homes de consciència. Em trenquen el cor» .
El 2014, el productor Moritz Borman, col·laborador regular d'Oliver Stone, l'informa que l'advocat rus de Edward Snowden, Anatoli Koutxerena, ha contactat amb ell. Aquest últim ha escrit una novel·la en part inspirada per la seva experiència amb Snowden i desitja trobar-se amb Stone per fer-ne un film. El director explica: « A l'època, no sabíem si el faríem, només teníem la idea que podríem fer-lo a través de la seva història si decidíem de fer-ne una ficció ». Un temps després, Oliver Stone va a Moscou, per trobar-se amb Edward Snowden en persona.
La producció adquireix igualment els drets del llibre The Snowden Files: The Inside Story of the World's Most Wanted Man del periodista Luke Harding.
Oliver Stone escriu el guió de Snowden amb Kieran Fitzgerald. Oliver Stone declara: Ja havia treballat amb ell, havíem desenvolupat junts un bon script, tot i que el film no es va fer mai. Kieran era un guionista jove, qui s'hi coneixia n'informàtica i qui impressionava Snowden. He sentit que aquesta història era sens dubte la més important que escriuria mai, llavors he dit sí. I una setmana més tard, era a Moscou amb Edward Snowden. Afegeix que ha dit: « Kieran, he escrit Midnight Exprés en sis setmanes i això m'ha valgut un Oscar. Espero la mateixa cosa de tu! »

### Repartiment dels papers
Joseph Gordon-Levitt ha confirmat al paper d'Edward Snowden l'11 de novembre de 2014.Shailene Woodley s'uneix després al repartiment per encarnar Lindsay Mills, l'amiga d'Edward. Margot Robbie havia rebutjat el paper, ocupada en un altre projecte.
El 2 de febrer de 2015, Scott Eastwood obté el paper d'un agent de la NSA. Melissa Leo encarna la periodista Laura Poitras, que ha dirigit el documental Citizenfour sobre Edward Snowden. Zachary Quinto interpreta un altre periodista, Glenn Greenwald. Tom Wilkinson obté el paper de Ewen MacAskill, corresponsal de The Guardian.
Durant el febrer de 2015, Timothy Olyphant, Rhys Ifans, Joely Richardson i Nicolas Cage s'uneixen al repartiment.

### Rodatge
El rodatge comença el 16 de febrer de 2015.
Per por d'interferència de la Nacional Security Agency, Oliver Stone ha decidit rodar la major part del film a l'estranger: « Sentíem que hi hi havia un arrisca aquí. No sabíem el que la NSA projectava fer, aleshores hem aterrat a Múnic, això ha estat una bona experiència ». Té doncs lloc a Múnic (sobretot als Bavaria Productora s), a Hong Kong, a Moscou. Algunes escenes són tanmateix rodades als Estats Units (Hawaii, Washington, D.C.).

### Música
La música del film ha estat composta per Craig Armstrong i Adam Peters.
Llista títols
1. Adam Peters - Hotel Mira - 3:01
2. Adam Peters - Whatever Happened To Paradise? - 2:19
3. Craig Armstrong - Burden Of Truth - 2:04
4. Adam Peters - SD Cards - 2:39
5. Craig Armstrong - Hawaii Guitar Theme - 1:04
6. Adam Peters - Running Out Of Time - 2:23
7. Adam Peters - After All. Three Hops To Anyone - 2:19
8. Craig Armstrong - Happiness Muntatge - 1:39
9. Craig Armstrong - Ed Copies Data (Secret Downloading Variation) - 6:22
10. Adam Peters - Telling Lindsay - 3:46
11. Adam Peters - Download To Rubik - 4:32
12. Craig Armstrong - Secret Downloading (Boys Noize Remix 2) - 4:10
13. Craig Armstrong - Ed Is On TV - 2:28
14. Craig Armstrong - Snowden Moscow Variation - 3:39

### Critica
Als Estats Units, el film rep critiques més aviat positives. A Rotten Tomatoes, obté el 63% d'opinions favorables, amb 178 critiques. A Metacritic, Snowden treu una mitjana de 58/100 amb 41 critiques.
- Oliver Stone escriu una carta d'amor a Snowden[13]
- "Oliver Stone ha compost un bon acostament a *Snowden, i el seu millor treball en anys, malgrat l'aparent convencionalisme"[14]
- "Stone decep (...) 'Snowden' és alguna cosa que fa dues dècades, en els seus anys d'apogeu com a cineasta polític, ningú hauria esperat d'Oliver Stone: una pel·lícula tèbia, i correcta, i tova."[15]
- "Stone es revela transparent i didàctic, i reprimeix bastant (encara que no del tot) la seva tendència al muntatge paranoic en un treball inesperadament sobri. (...) Puntuació: ★★★ (sobre 5)"[16]